# Rhopalophora eximia
Rhopalophora eximia es una especie de escarabajo longicornio del género Rhopalophora, categorizada en la tribu Rhopalophorini, de la subfamilia Cerambycinae. Fue descrita por Bates en 1892 y publicada en Additions to the Longicornia of Mexico and Central America, with remarks on some of the previously recorded species. The Transactions of the Entomological Society of London [1892] 2: 143–183, 3 pls.
Mide 11-14,5 mm de longitud. Se distribuye por México.